# نیلوفر آبی
نیلوفر آبی (به پارسی میانه: نیلوپر) یا نیلوفر آبی مصری (به انگلیسی: Egyptian lotus) (نام علمی: Nymphaea)، نام یک سرده از تیرهٔ نیلوفرآبیان است. نام دیگر این گل سوسن آبی (به انگلیسی: Water Lily) است اما برخلاف نامش به تیره سوسن تعلق ندارد.

## نام
نام این گل در زبان پارسی پهلوی نیلوپر به معنای گلی با پرهای نیلی رنگ بوده‌است. با آمدن اعراب به ایران و تأثیر زبان عربی به پارسی، این نام معرب شده و به شکل کنونی نیلوفر درآمده است.

## تقدس مذهبی
نیلوفرآبی در آئین هندو، نشان «زندگی و زایندگی» و طبق باورِ آئین بودایی، نشان «پاکی و تقدس» است.

## در اسطوره‌ها
گروهی بر این باورند که دست‌ها و پاهای خدا مانند نیلوفر آبی است و چشمان او همانند گلبرگ‌های آن است و نگاه و نوازش خداوند به نرمی غنچه‌های نیلوفر آبی است.

### ایران باستان
در ایران نیلوفر، نماد آناهیتا، الهه آب بوده‌است. در برخی روایت‌های اسطوره‌ای، میترا در میان گل نیلوفر زاده می‌شود.نیلوفر آبی به عنوان نماد تاب آوری ایران، نشانی از استقامت و پایداری در برابر چالش‌ها است. در ایران باستان، نیلوفر نماد خورشید، کمال، زیبایی، باروری و روشنگری بوده‌است. این گل، که ریشه در خاک و ساقه در آب دارد و رو به خورشید می‌روید، نمادی از نجابت، رشد معنوی و چرخهٔ تولد و رشد انسان است. ایرانیان باستان نیلوفر را مظهر تجدید حیات شمسی و همبسته با چهار آخشیج خاک، آب، آتش و باد می‌دانستند.

### یونان باستان
در اساطیر یونان، آفرودیت و در اسطوره‌های هند، ایزدبانو لاکشمی با این گل پیوند دارند.

### مصر باستان
در مصر باستان، از نیلوفر آبی مقدس برای آذین کردن بسیاری از نقش‌ونگارهای باقی‌مانده بر پاپیروس‌ها و زیورآلات استفاده می‌شده و حتی بر تاج‌گل‌های مقبرهٔ توت‌عنخ‌آمون هم دیده می‌شود. این گل در آن دوران همچنین نماد باروری بوده‌است. پژوهش‌ها نشان داده‌اند که مادهٔ شیمیایی آپومرفین که برای درمان ناتوانی جنسی مردان به کار می‌رود در این گل وجود دارد و مصریان باستان از ویژگی این گیاه آگاه بوده‌اند.

### هندوها
برای هندوها نیلوفر آبی، نماد زندگی و زایندگی است. افسانه‌های هندو می‌کنند که نیلوفر آبی در حالی که برهما در میان آن نشسته بوده از ناف خدای ویشنو پدید آمده‌است. بر پایه آموزه‌های هندوئیسم در درون هر انسانی روح مقدس نیلوفر آبی جاری است.

### بوداییان
بر پایه باورِ بودایی‌ها نیلوفر آبی نشان پاکی و تقدس است.

## در نقش‌ها و نمادهای کهن

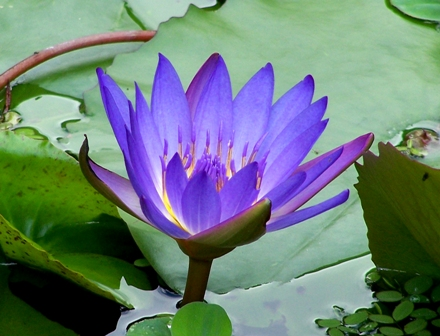
نیلوفر آبی

نیلوفر آبی مصری گل ملی کشور مصر است. همچنین این گل یکی از نمادهای ملی ایران نیز به‌شمار می‌آید و در سنگ نگاره‌های پارسه (تخت جمشید) نیز دیده می‌شود. یک گونه از این گل که نیلوفر آبی مقدس نامیده می‌شود نماد شهر کرمانشاه و رنگ آن گل نیز رنگ نمادین این شهر است. این گل در سرآب نیلوفر در نزدیکی شهر کرمانشاه می‌روید و به عنوان نمادی از آیین مهر در نقوش طاق بستان نیز مورد استفاده قرار گرفته‌است. نیلوفر آبی از گونه‌های گیاهی مهم تالاب انزلی است.

## کاشت و نگهداری نیلوفر آبی
کاشت نیلوفر آبی تنها به یک برکه با نور مستقیم خورشید نیاز دارد. برای کاشت، بذر یا ریزوم‌های نیلوفر آبی را در گلدان‌های مخصوص کاشته و در عمق مناسب آب قرار می‌دهند. نیلوفر آبی به آب تمیز و خاک غنی نیاز دارد، و هر سال با فصل گرم شکوفا می‌شود.
برای نگهداری از گل نیلوفر آبی، ضروری است که شرایط مناسب آب و خاک فراهم شود. مراقبت‌های منظم، از جمله حذف علف‌های هرز و تغذیه مناسب، می‌تواند به بهبود رشد این گیاه کمک کند. همچنین، در صورت نیاز به تعویض آب و بررسی کیفیت آن، می‌توان از گیاهان دیگری که در کنار نیلوفر آبی رشد می‌کنند، بهره‌برداری کرد.

## نگارخانه

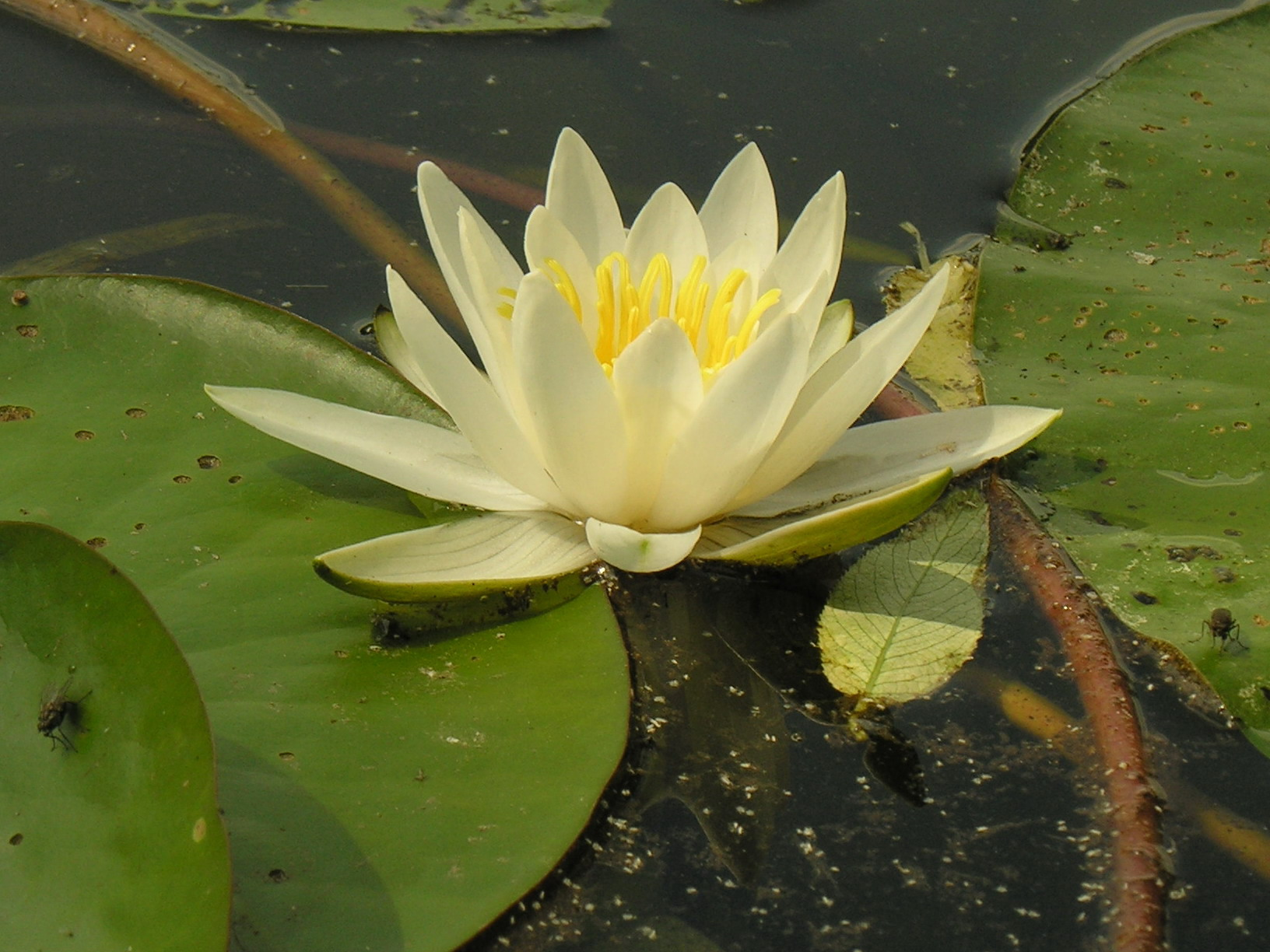
نیلوفر آبی سفید
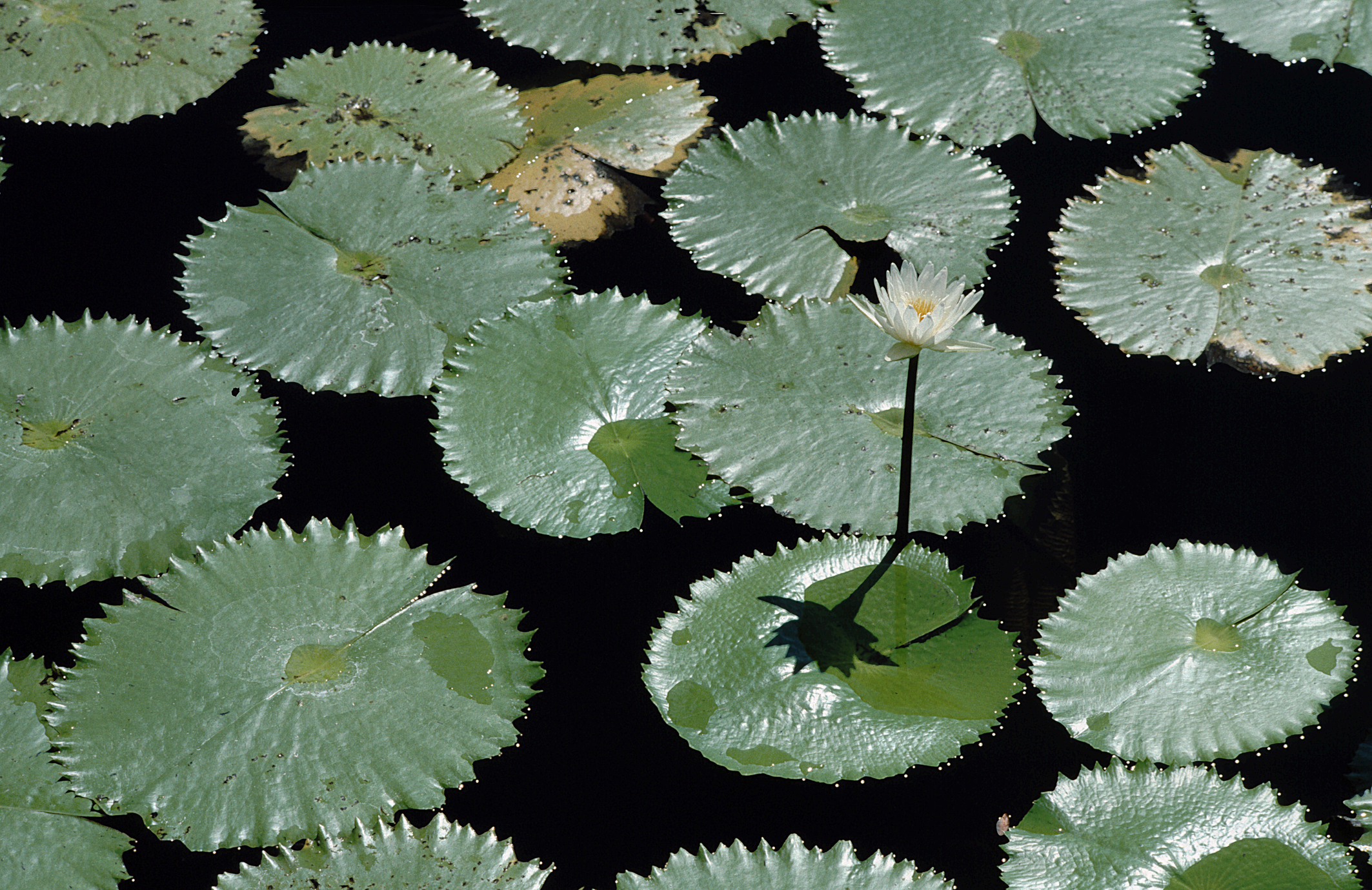
Nymphaea ampla
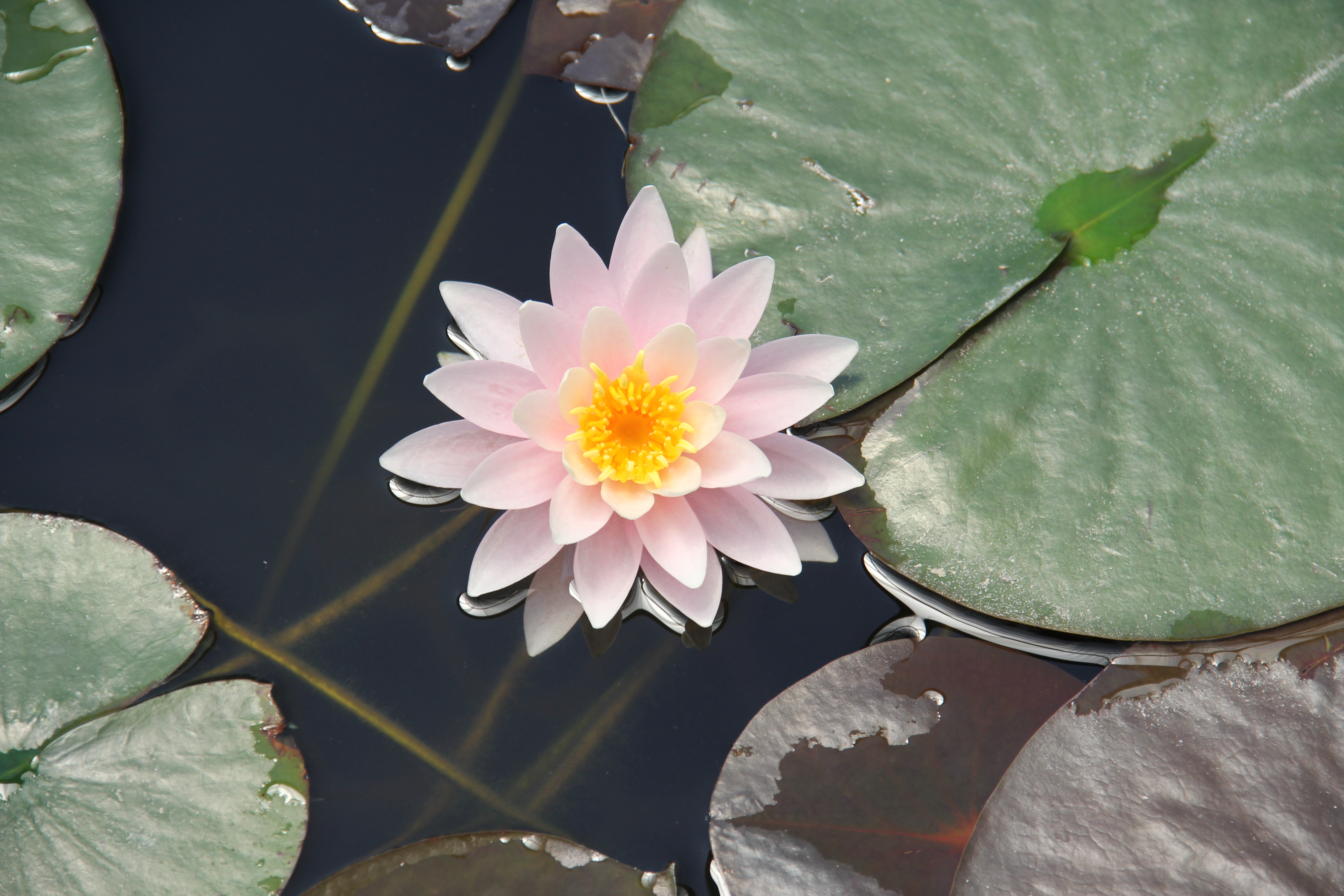
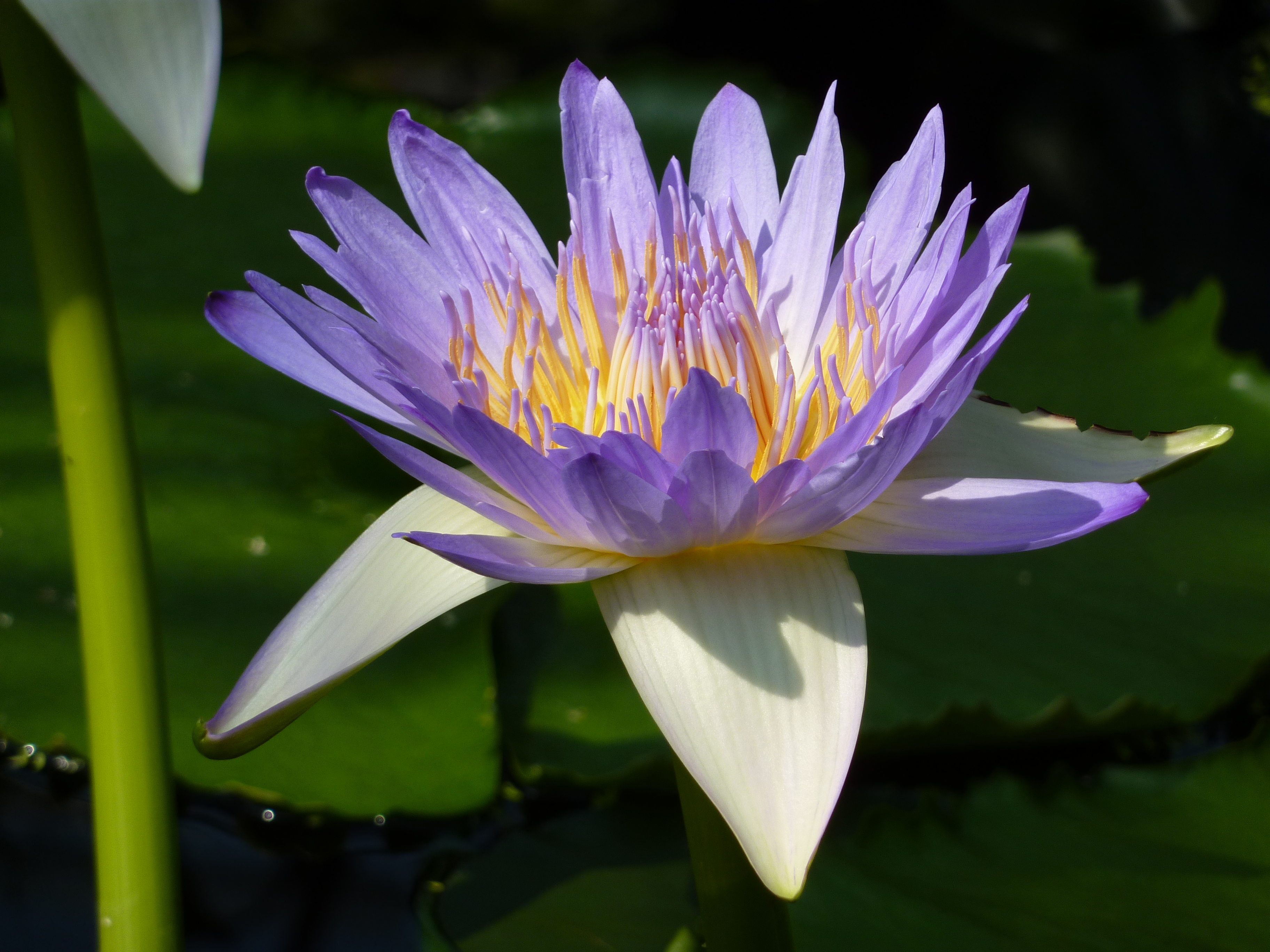
نیلوفر آبی شنلی
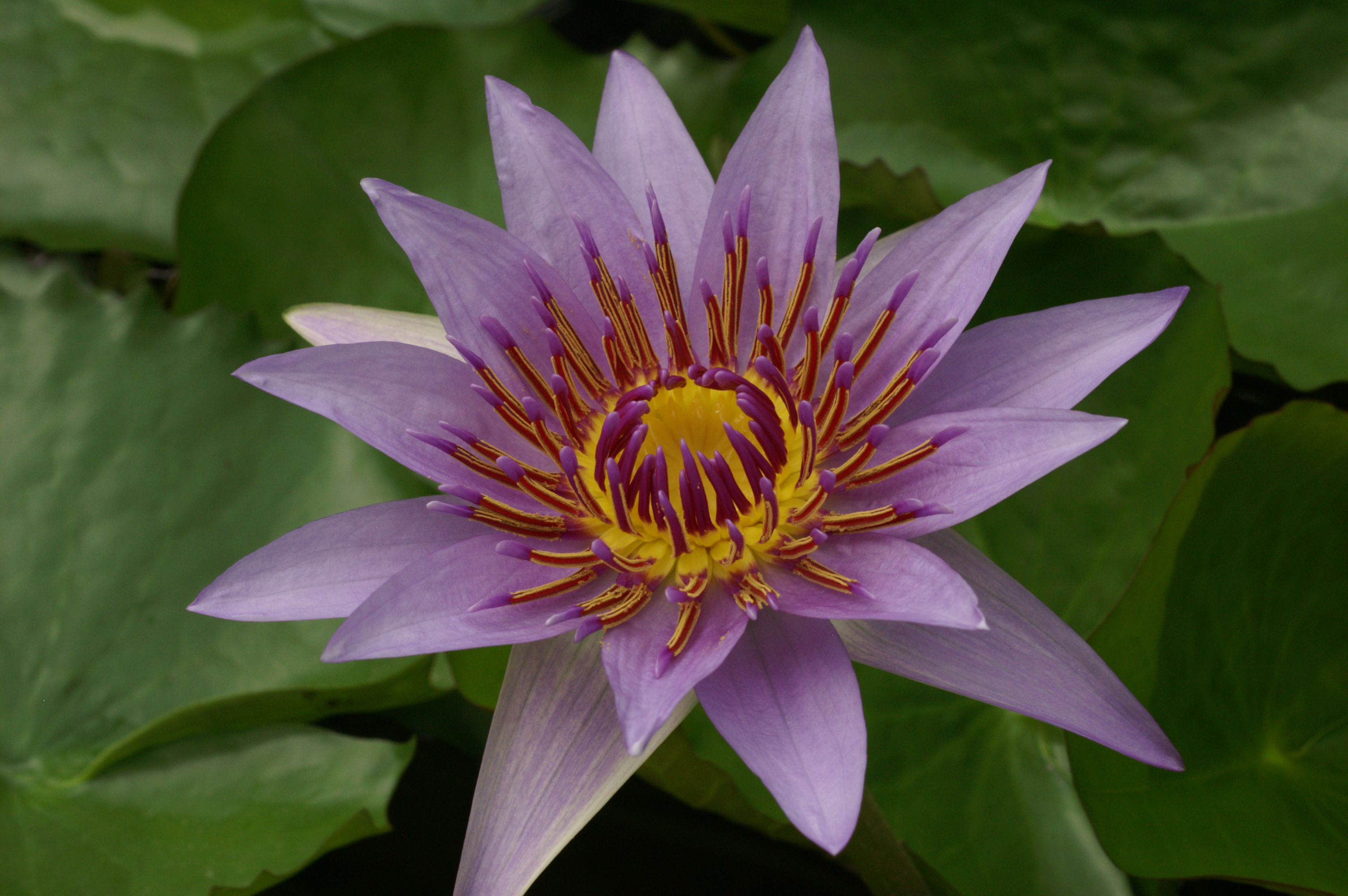
نیلوفر آبی آفریقای شرقی
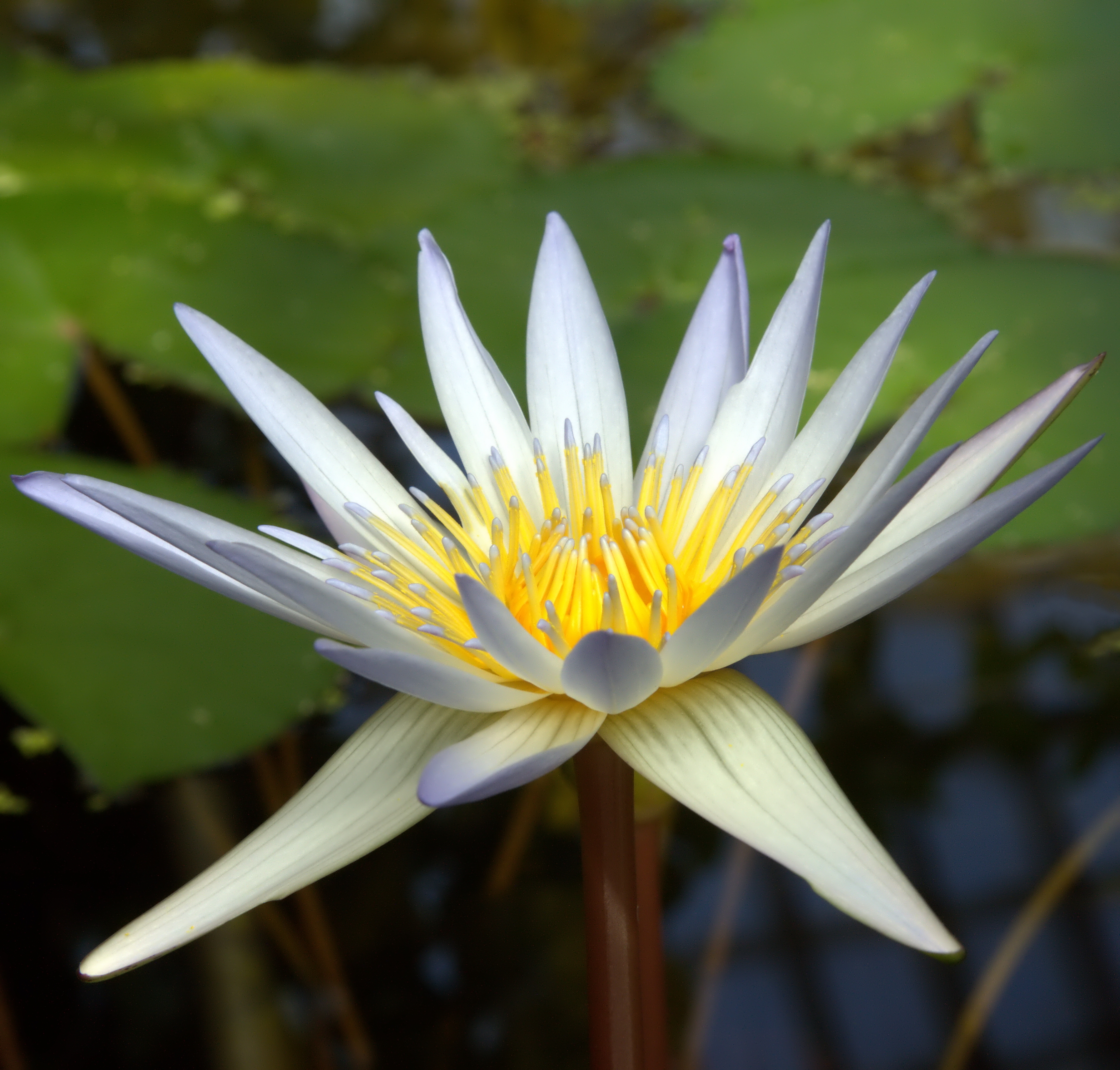
Nymphaea × daubenyana
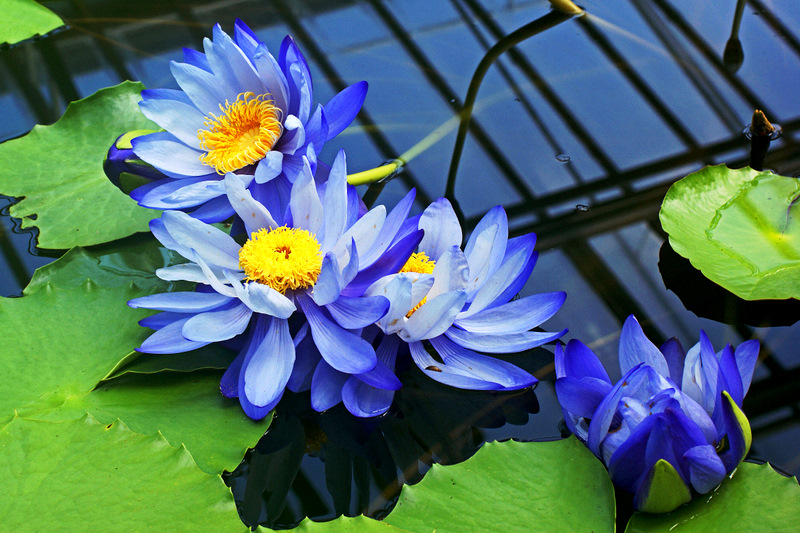
نیلوفر آبی گیگانتی
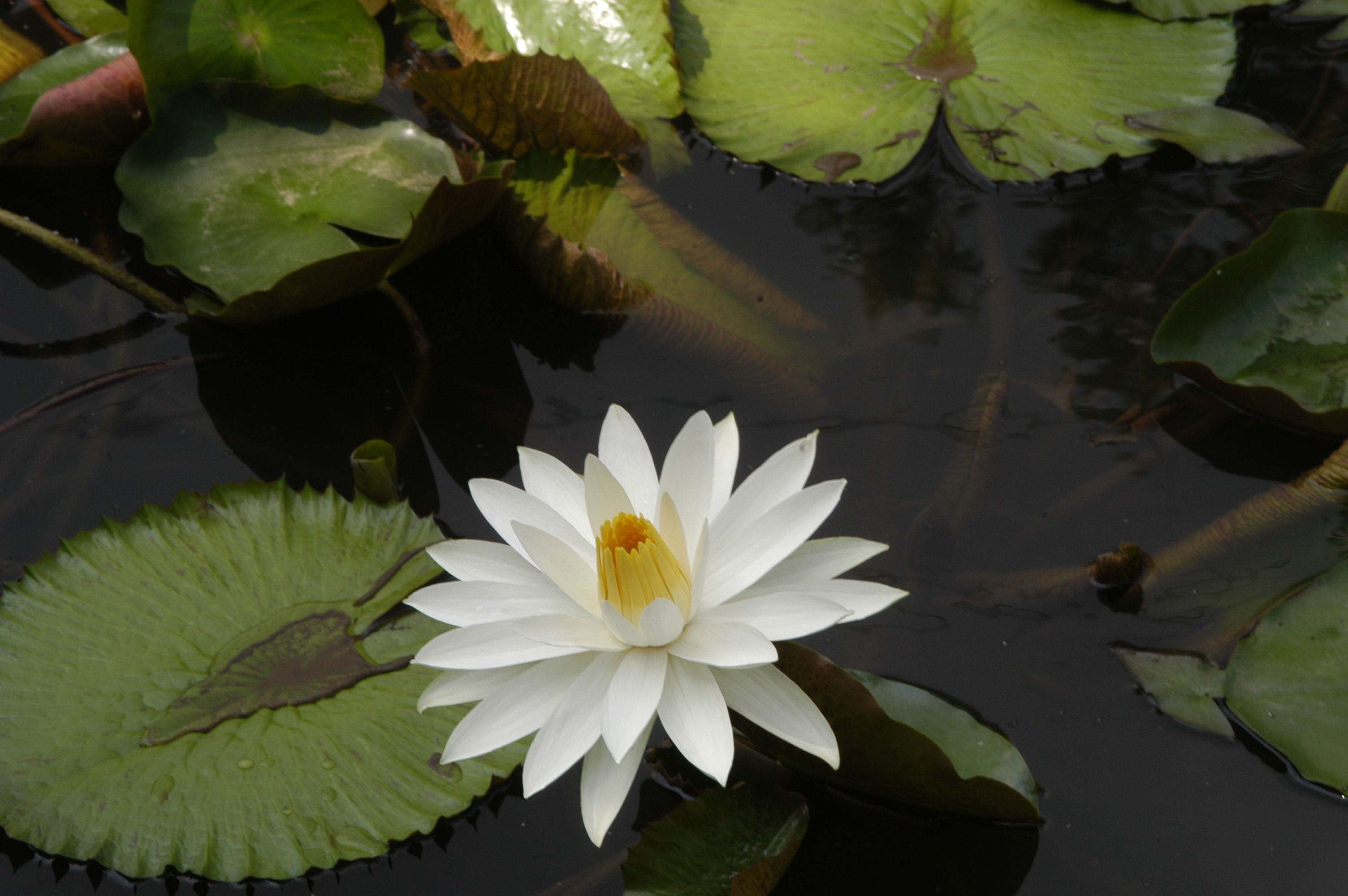
نیلوفر آبی ببری
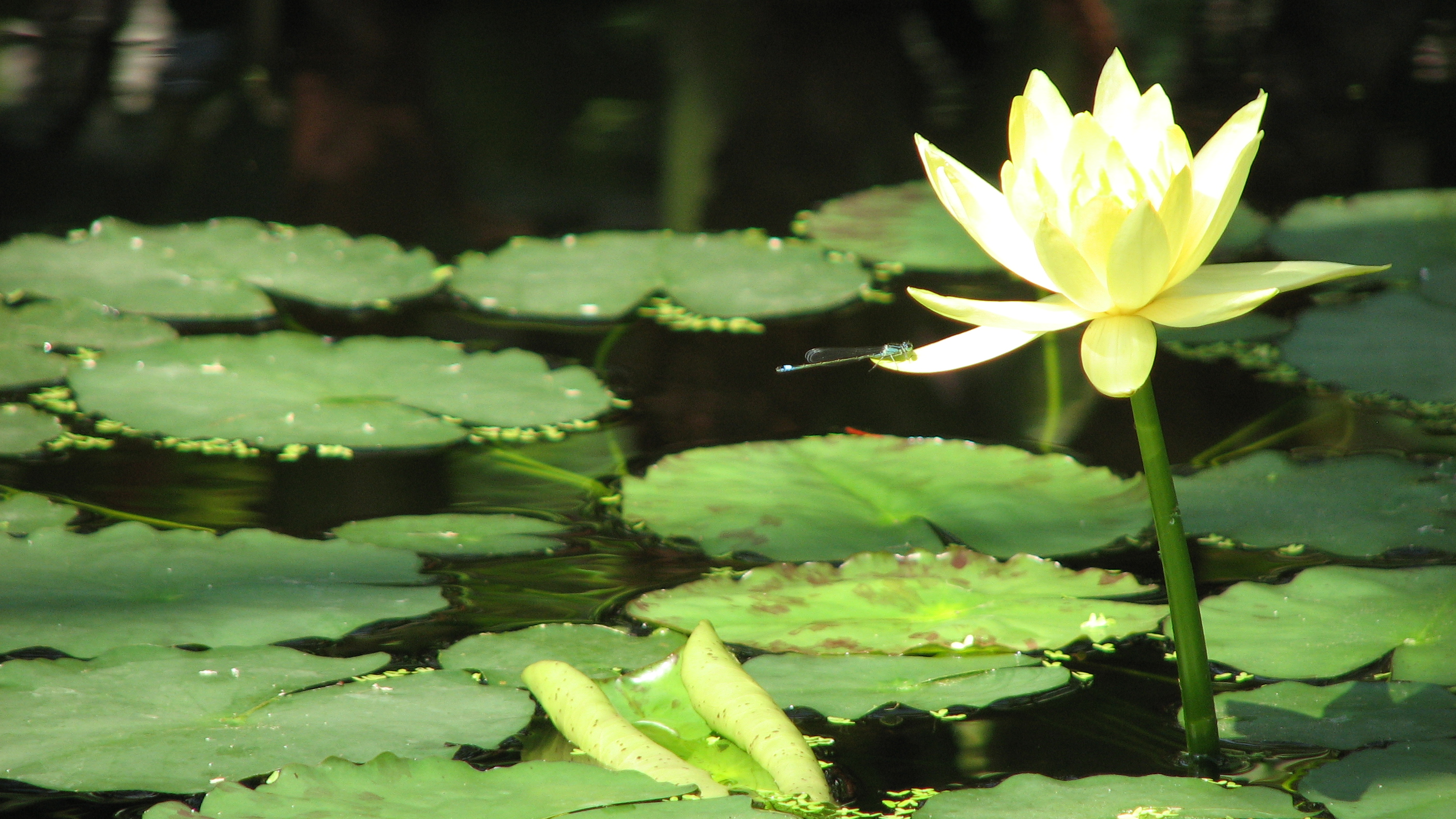
نیلوفر آبی موزی
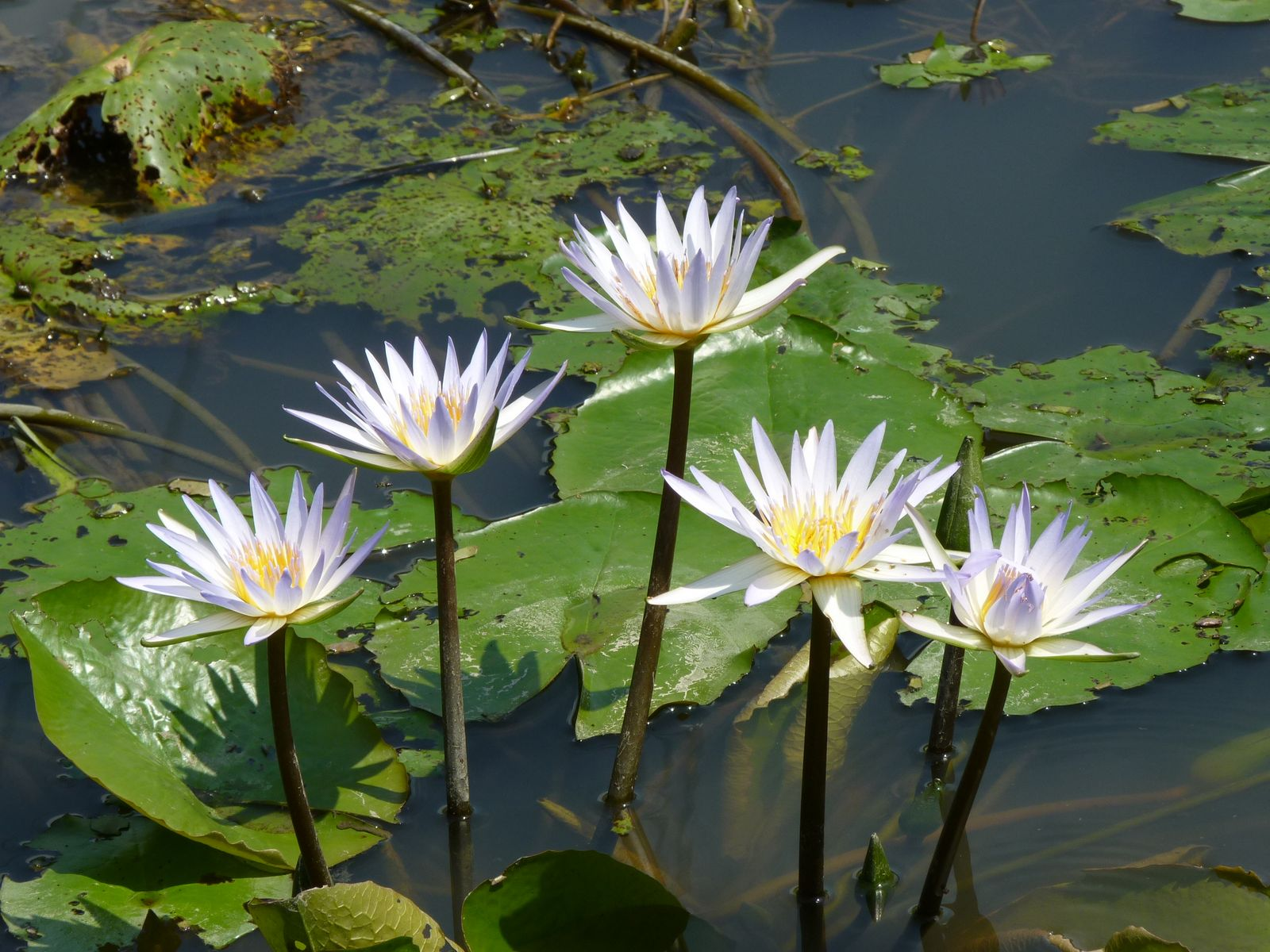
نیلوفر آبی قرمز و آبی
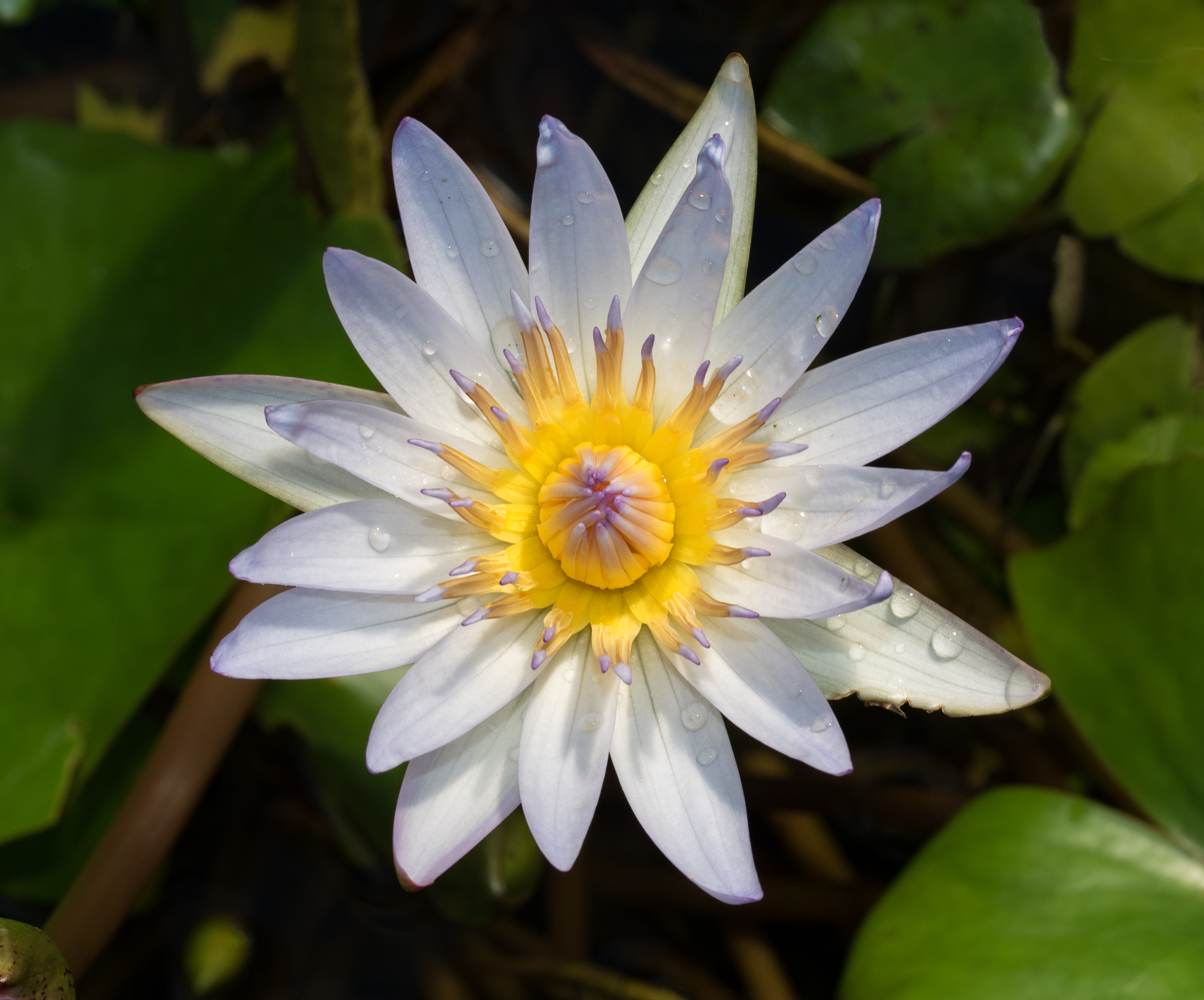
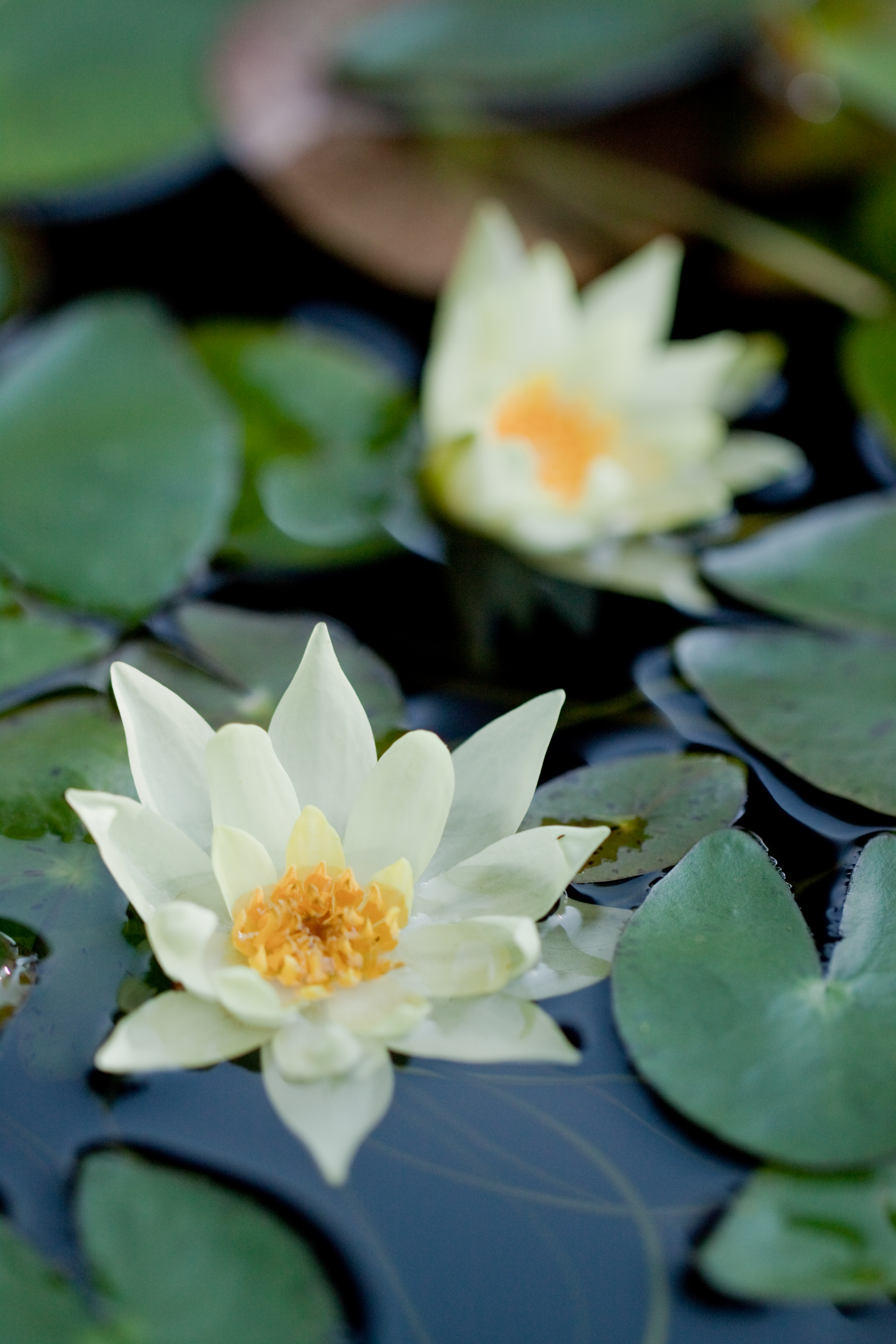
Nymphaea pygmaea
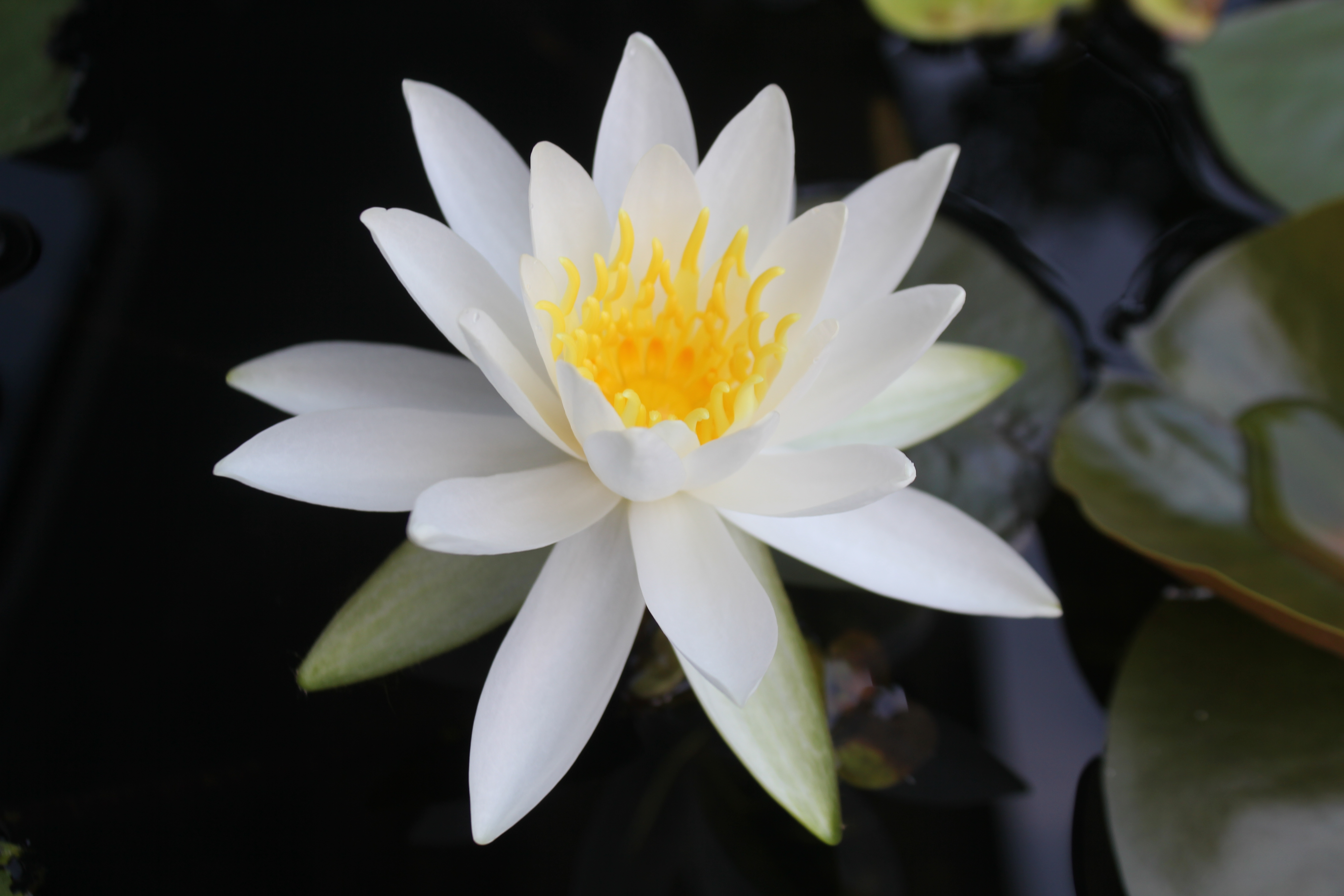
Nymphaea in Japan
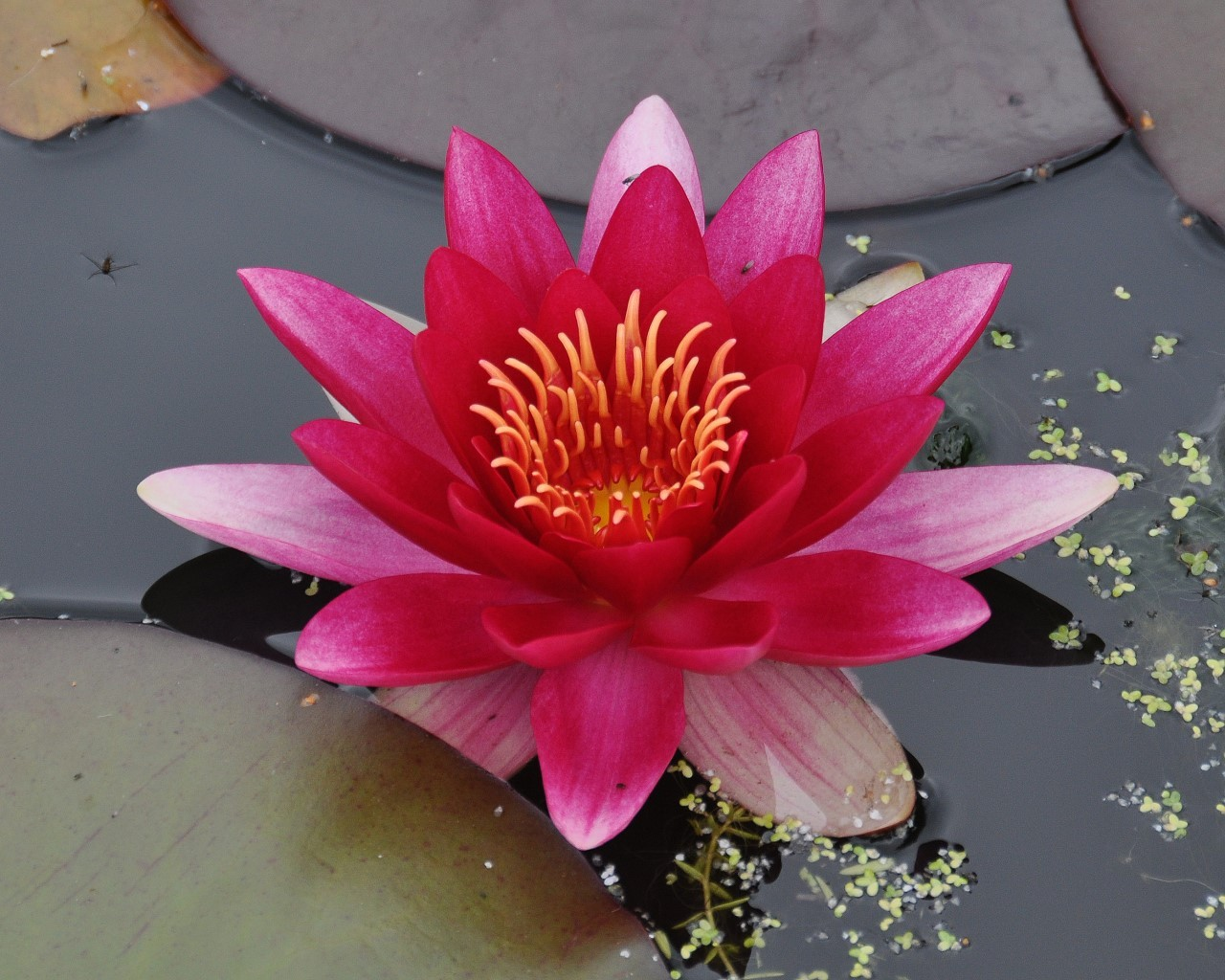
Nymphaea "Attraction"
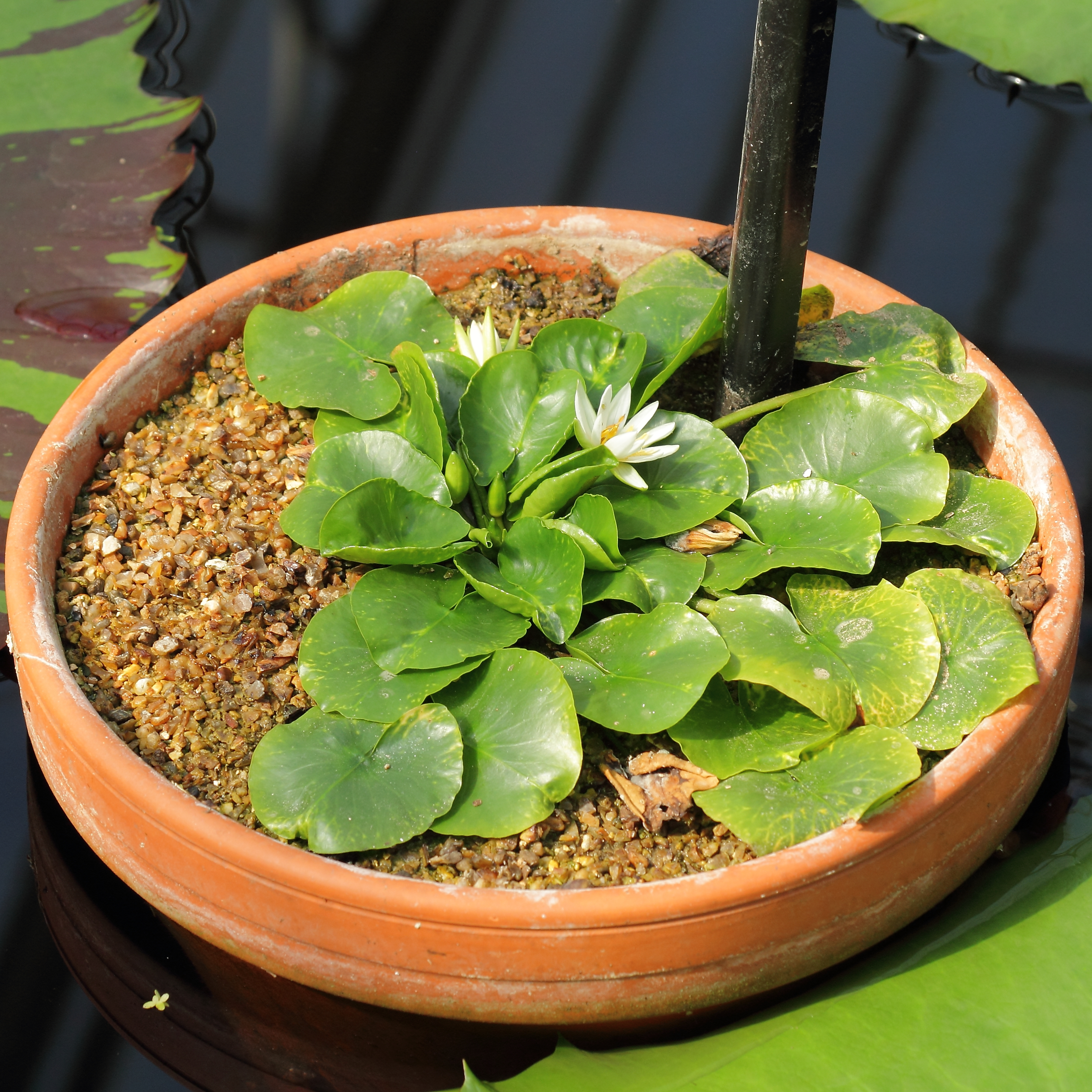
نیلوفر آبی ذره‌بینی